# Shame (film)
Shame är en brittisk dramafilm från 2011, regisserad av Steve McQueen och med manus av Abi Morgan.

## Handling
Brandon Sullivan (Michael Fassbender) tillbringar sitt liv i New York genom att porrsurfa på sin arbetsplats och genom att träffa prostituerade kvinnor. Men trots sitt sexuella missbruk lever han ett ganska välordnat liv med välbetalt kontorsarbete. Hans känslomässigt sköra syster Sissy (Carey Mulligan), som försörjer sig som barsångerska, dyker plötsligt upp en dag i hans lägenhet, och då blir han tvungen att skärskåda sitt liv.

## Mottagande

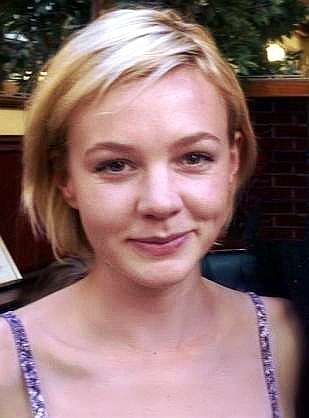
Carey Mulligan.

Den brittiska skådespelerskan Carey Mulligan hade ett artistiskt uppträdande som barsångerska i filmen, där hon (i rollens som Brandons yngre syster Sissy) framför en långsam loungeversion av Fred Ebbs och John Kanders sång "New York, New York" (som tidigare gjorts berömd av bland andra Liza Minnelli i filmen New York, New York och Frank Sinatra) i sin helhet. Mulligan tyckte att detta varit mer nervöst påfrestande än hennes nakenscener i filmen.
| ”                                            | Det är lustigt för jag har aldrig känt mig bekväm med tanken om att vara naken i en film tidigare och aldrig varit det. Men det kändes helt och hållet som henne [Sissy]. Hon är en karaktär som vill synas. Hon efterfrågar uppmärksamhet till en gräns där det nästan blir löjligt. | „ |
| – Carey Mulligan om att vara naken i Shame., | |   |

## I rollerna, urval
- Michael Fassbender – Brandon Sullivan
- Carey Mulligan – Sissy Sullivan
- James Badge Dale – David
- Nicole Beharie – Marianne